# Danh sách di sản văn hóa Tây Ban Nha được quan tâm ở tỉnh Cantabria
Danh sách di sản văn hóa Tây Ban Nha được quan tâm ở tỉnh Cantabria.

## Các di sản liên quan đến nhiều thành phố
| Tên                   | Dạng                  | Địa điểm              | Tọa độ | Số hồ sơ tham khảo? | Ngày nhận danh hiệu? | Hình ảnh                                           |
| --------------------- | --------------------- | --------------------- | ------ | ------------------- | -------------------- | -------------------------------------------------- |
| Camino Santiago Costa | Lịch sử và nghệ thuật | Municipios del Camino |        | RI-53-0000035-00015 | 05-09-1962           | El Camino de Santiago por Cantabria · Upload image |

## Di sản theo thành phố

### A

#### Alfoz de Lloredo
| Tên                                 | Dạng                                            | Địa điểm                             | Tọa độ                                        | Số hồ sơ tham khảo? | Ngày nhận danh hiệu? | Hình ảnh                                          |
| ----------------------------------- | ----------------------------------------------- | ------------------------------------ | --------------------------------------------- | ------------------- | -------------------- | ------------------------------------------------- |
| Hang Cantabria#Cueva Cualventi      | Di tích Nghệ thuật đá Văn hóa: Magdaleniense    | Alfoz de Lloredo Oreña               |                                               | RI-51-0005065       | 14-03-1985           | Cueva de Cualventi · Upload image                 |
| Hang Santos hay Aguas               | Khu khảo cổ                                     | Alfoz de Lloredo Novales (Cantabria) |                                               | RI-55-0000559       | 24-06-1997           | Cueva de los Santos o de las Aguas · Upload image |
| Hang Cantabria#Cueva Linar          | Khu khảo cổ Thời đại đồ đồng                    | Alfoz de Lloredo La Busta            |                                               | RI-55-0000568       | 24-06-1997           | Cueva de El Linar o de la Busta · Upload image    |
| Nhà thờ San Martín Tours (Cigüenza) | Di tích Kiến trúc tôn giáo Thời gian: Thế kỷ 18 | Alfoz de Lloredo Cigüenza            | 43°23′14″B 4°10′58″T / 43,387343°B 4,182653°T | RI-51-0007217       | 20-04-1992           | Iglesia de San Martín · Upload image              |

#### Ampuero
| Tên                                     | Dạng                         | Địa điểm              | Tọa độ                                        | Số hồ sơ tham khảo? | Ngày nhận danh hiệu? | Hình ảnh                                                 |
| --------------------------------------- | ---------------------------- | --------------------- | --------------------------------------------- | ------------------- | -------------------- | -------------------------------------------------------- |
| Nhà thờ Santa Marina (Udalla)           | Di tích Nhà thờ              | Ampuero Udalla        | 43°19′07″B 3°26′48″T / 43,318567°B 3,446649°T | RI-51-0004969       | 02-11-1983           | Iglesia de Santa Marina · Upload image                   |
| Casona Espina con su torre và portalada | Di tích Nhà                  | Ampuero               | 43°20′31″B 3°24′34″T / 43,341821°B 3,409308°T | RI-51-0007322       | 07-12-1994           | Casona de Espina con su torre y portalada · Upload image |
| Mộ Bien Aparecida                       | Khu phức hợp lịch sử Nhà thờ | Ampuero Hoz de Marrón | 43°19′37″B 3°27′06″T / 43,326854°B 3,451695°T | RI-53-0000293       | 04-08-1983           | Santuario de la Bien Aparecida · Upload image            |

#### Anievas
| Tên                          | Dạng                                             | Địa điểm        | Tọa độ                                        | Số hồ sơ tham khảo? | Ngày nhận danh hiệu? | Hình ảnh     |
| ---------------------------- | ------------------------------------------------ | --------------- | --------------------------------------------- | ------------------- | -------------------- | ------------ |
| Nhà thờ San Andrés (Cotillo) | Di tích Kiến trúc tôn giáo Kiểu: Kiến trúc Roman | Anievas Cotillo | 43°12′07″B 4°00′06″T / 43,201848°B 4,001765°T | RI-51-0004567       | 15-01-1982           | Upload image |

#### Arenas de Iguña
| Tên                        | Dạng                 | Địa điểm                   | Tọa độ                                        | Số hồ sơ tham khảo? | Ngày nhận danh hiệu? | Hình ảnh                                     |
| -------------------------- | -------------------- | -------------------------- | --------------------------------------------- | ------------------- | -------------------- | -------------------------------------------- |
| Nhà hoang San Román Moroso | Di tích Nơi hẻo lánh | Arenas de Iguña Bostronizo | 43°13′12″B 4°03′16″T / 43,220091°B 4,054374°T | RI-51-0000858       | 03-06-1931           | Ermita de San Román de Moroso · Upload image |

#### Arnuero
| Tên                                       | Dạng              | Địa điểm         | Tọa độ                                        | Số hồ sơ tham khảo? | Ngày nhận danh hiệu? | Hình ảnh                                                          |
| ----------------------------------------- | ----------------- | ---------------- | --------------------------------------------- | ------------------- | -------------------- | ----------------------------------------------------------------- |
| Cung điện Condes Isla-Fernández           | Di tích Cung điện | Arnuero Isla     | 43°29′45″B 3°34′10″T / 43,495779°B 3,569554°T | RI-51-0006841       | 16-10-1991           | Palacio de los Condes de Isla-Fernández · Upload image            |
| Nhà thờ Nuestra Señora Asunción (Arnuero) | Di tích Iglesia   | Arnuero          | 43°28′22″B 3°33′47″T / 43,472833°B 3,563056°T | RI-51-0005266       | 18-03-1993           | Iglesia de Nuestra Señora de la Asunción (Arnuero) · Upload image |
| Tháp Venero                               | Di tích Tháp      | Arnuero Castillo | 43°27′16″B 3°32′44″T / 43,454568°B 3,545676°T | RI-51-0006834       | 20-04-1992           | Torre de Venero · Upload image                                    |
| Tháp Rebollar                             | Di tích Tháp      | Arnuero Isla     | 43°29′16″B 3°33′51″T / 43,487883°B 3,564119°T | RI-51-0007160       | 04-02-1992           | Torre del Rebollar · Upload image                                 |
| Tháp Cabrahigo                            | Di tích Tháp      | Arnuero Isla     | 43°29′23″B 3°34′17″T / 43,489767°B 3,571377°T | RI-51-0007161       | 04-02-1992           | Torre de Cabrahigo · Upload image                                 |
| Đảo (Cantabria)                           | Địa điểm lịch sử  | Arnuero Isla     | 43°29′35″B 3°34′10″T / 43,493184°B 3,569458°T | RI-54-0000183       | 22-01-2004           | Casco Histórico de Isla · Upload image                            |

#### Arredondo, Cantabria
| Tên                                   | Dạng            | Địa điểm                     | Tọa độ                                        | Số hồ sơ tham khảo? | Ngày nhận danh hiệu? | Hình ảnh                                                    |
| ------------------------------------- | --------------- | ---------------------------- | --------------------------------------------- | ------------------- | -------------------- | ----------------------------------------------------------- |
| Nhà thờ San Pelayo (Arredondo)        | Di tích Nhà thờ | Arredondo, Cantabria -       | 43°16′29″B 3°36′07″T / 43,274792°B 3,601901°T | RI-51-0005202       | 20-07-1988           | Iglesia Parroquial de San Pelayo (Arredondo) · Upload image |
| Nhà thờ rupestre San Juan (Arredondo) | Di tích Nhà thờ | Arredondo, Cantabria Socueva | 43°15′59″B 3°36′49″T / 43,266327°B 3,613598°T | RI-51-0005063       | 14-03-1985           | Upload image                                                |

### B

#### Bárcena de Cicero
| Tên                                        | Dạng              | Địa điểm               | Tọa độ                                        | Số hồ sơ tham khảo? | Ngày nhận danh hiệu? | Hình ảnh                                                         |
| ------------------------------------------ | ----------------- | ---------------------- | --------------------------------------------- | ------------------- | -------------------- | ---------------------------------------------------------------- |
| Palacio và Capilla Rugama Casona “ Carmen” | Di tích Cung điện | Bárcena de Cicero      | 43°24′43″B 3°30′21″T / 43,411912°B 3,505897°T | RI-51-0004878       | 11-05-1983           | Palacio y Capilla de Rugama Casona de “El Carmen” · Upload image |
| Cung điện Cerecedo                         | Di tích Cung điện | Bárcena de Cicero Adal | 43°23′43″B 3°28′44″T / 43,395264°B 3,478911°T | RI-51-0005201       | 15-12-1989           | Upload image                                                     |
| Portalada Siglo XVIII ở Barrio Cristo      | Di tích           | Bárcena de Cicero Gama | 43°24′44″B 3°30′46″T / 43,412327°B 3,512841°T | RI-51-0005051       | 21-12-1984           | Portalada del Siglo XVIII en el Barrio del Cristo · Upload image |
| Cung điện Colina                           | Di tích Cung điện | Bárcena de Cicero Gama | 43°25′11″B 3°30′58″T / 43,419722°B 3,516111°T | RI-51-0005052       | 21-12-1984           | Upload image                                                     |

#### Bareyo
| Tên                          | Dạng            | Địa điểm | Tọa độ                                        | Số hồ sơ tham khảo? | Ngày nhận danh hiệu? | Hình ảnh                                       |
| ---------------------------- | --------------- | -------- | --------------------------------------------- | ------------------- | -------------------- | ---------------------------------------------- |
| Nhà thờ Santa María (Bareyo) | Di tích Nhà thờ | Bareyo   | 43°28′21″B 3°35′46″T / 43,472397°B 3,596166°T | RI-51-0004285       | 23-06-1978           | Iglesia de Santa María (Bareyo) · Upload image |

#### Bárcena de Pie de Concha
| Tên                   | Dạng                    | Địa điểm                                        | Tọa độ | Số hồ sơ tham khảo? | Ngày nhận danh hiệu? | Hình ảnh     |
| --------------------- | ----------------------- | ----------------------------------------------- | ------ | ------------------- | -------------------- | ------------ |
| Camino Real Las Hoces | Di tích Vía de tránsito | Bárcena de Pie de Concha và Pesquera, Cantabria |        | RI-51-0011528       | 14-10-2005           | Upload image |

### C

#### Cabezón de Liébana
| Tên                          | Dạng                                                                      | Địa điểm                  | Tọa độ                                        | Số hồ sơ tham khảo? | Ngày nhận danh hiệu? | Hình ảnh                              |
| ---------------------------- | ------------------------------------------------------------------------- | ------------------------- | --------------------------------------------- | ------------------- | -------------------- | ------------------------------------- |
| Nhà thờ Santa María (Piasca) | Di tích Arquitectura relegiosa Kiểu: Kiến trúc Roman Thời gian: Thế kỷ 12 | Cabezón de Liébana Piasca | 43°07′10″B 4°34′49″T / 43,119421°B 4,580226°T | RI-51-0000347       | 04-07-1930           | Iglesia de Santa María · Upload image |

#### Cabezón de la Sal
| Tên                                | Dạng        | Địa điểm                  | Tọa độ                                       | Số hồ sơ tham khảo? | Ngày nhận danh hiệu? | Hình ảnh                                                |
| ---------------------------------- | ----------- | ------------------------- | -------------------------------------------- | ------------------- | -------------------- | ------------------------------------------------------- |
| Casona Carrejo Bảo tàng Naturaleza | Di tích Nhà | Cabezón de la Sal Carrejo | 43°17′38″B 4°14′17″T / 43,29388°B 4,237933°T | RI-51-0005043       | 20-12-1984           | Casona de Carrejo Museo de la Naturaleza · Upload image |

#### Cabuérniga
| Tên                                            | Dạng                 | Địa điểm           | Tọa độ                                        | Số hồ sơ tham khảo? | Ngày nhận danh hiệu? | Hình ảnh                                                               |
| ---------------------------------------------- | -------------------- | ------------------ | --------------------------------------------- | ------------------- | -------------------- | ---------------------------------------------------------------------- |
| Lugar Carmona, juntamente con barrio San Pedro | Khu phức hợp lịch sử | Cabuérniga Carmona | 43°15′15″B 4°21′30″T / 43,254115°B 4,358269°T | RI-53-0000340       | 07-06-1985           | Lugar de Carmona, juntamente con el barrio de San Pedro · Upload image |

#### Camaleño
| Tên                                 | Dạng                 | Địa điểm               | Tọa độ                                        | Số hồ sơ tham khảo? | Ngày nhận danh hiệu? | Hình ảnh                                              |
| ----------------------------------- | -------------------- | ---------------------- | --------------------------------------------- | ------------------- | -------------------- | ----------------------------------------------------- |
| Tu viện Santo Toribio Liébana       | Di tích Tu viện      | Camaleño Santo Toribio | 43°09′01″B 4°39′16″T / 43,150333°B 4,654339°T | RI-51-0001242       | 11-08-1953           | Monasterio de Santo Toribio de Liébana · Upload image |
| Quần thể Histórico- Lugar Mogrovejo | Khu phức hợp lịch sử | Camaleño Mogrovejo     | 43°08′50″B 4°42′35″T / 43,147317°B 4,709628°T | RI-53-0000331       | 29-03-1985           | Conjunto Histórico- Lugar de Mogrovejo · Upload image |

#### Camargo, Cantabria
| Tên                                           | Dạng                                    | Địa điểm                    | Tọa độ                                        | Số hồ sơ tham khảo? | Ngày nhận danh hiệu? | Hình ảnh                                                        |
| --------------------------------------------- | --------------------------------------- | --------------------------- | --------------------------------------------- | ------------------- | -------------------- | --------------------------------------------------------------- |
| Nhà thờ San Juan Bautista                     | Di tích Arquitectura religiossa Nhà thờ | Camargo Maliaño             | 43°25′03″B 3°49′51″T / 43,417471°B 3,830827°T | RI-51-0005282       | 18-03-1993           | Iglesia de San Juan Bautista · Upload image                     |
| Tháp Marqués Villapuente Ayuntamiento Camargo | Di tích Tháp                            | Camargo Muriedas            | 43°25′24″B 3°51′18″T / 43,423409°B 3,85501°T  | RI-51-0004593       | 12-02-1982           | Torre del Marqués de Villapuente · Upload image                 |
| Nhà Bảo tàng và Finca Velarde                 | Khu phức hợp lịch sử                    | Camargo, Cantabria Muriedas | 43°25′15″B 3°51′11″T / 43,420896°B 3,853083°T | RI-53-0000330       | 29-03-1985           | Casa Museo y Finca de Velarde · Upload image                    |
| Hang Juyo                                     | Khu khảo cổ                             | Camargo Igollo              |                                               | RI-55-0000557       | 24-06-1997           | Upload image                                                    |
| Lâu đài Collado                               | Khu khảo cổ                             | Camargo, Cantabria Escobedo | 43°24′13″B 3°53′28″T / 43,403516°B 3,891239°T | RI-55-0000757       | 01-04-2004           | Yacimiento arqueológico del Castillo del Collado · Upload image |
| Khu vực cementerio Maliaño                    | Khu khảo cổ                             | Camargo, Cantabria Maliaño  |                                               | RI-55-0000631       | 14-03-2002           | Yacimiento del cementerio de Maliaño · Upload image             |
| Hang Pendo                                    | Khu khảo cổ                             | Camargo Sierra de Peñajorao |                                               | RI-55-0000575       | 24-06-1997           | Upload image                                                    |

#### Campoo de Enmedio
| Tên                              | Dạng            | Địa điểm                           | Tọa độ                                        | Số hồ sơ tham khảo? | Ngày nhận danh hiệu? | Hình ảnh                                                    |
| -------------------------------- | --------------- | ---------------------------------- | --------------------------------------------- | ------------------- | -------------------- | ----------------------------------------------------------- |
| Colegiata San Pedro Cervatos     | Di tích Đại học | Campoo de Enmedio Cervatos         | 42°57′21″B 4°08′55″T / 42,955887°B 4,148718°T | RI-51-0000068       | 02-08-1895           | Colegiata de San Pedro de Cervatos · Upload image           |
| Castro Las Rabas                 | Khu khảo cổ     | Campoo de Enmedio Celada Marlantes | 42°56′55″B 4°07′05″T / 42,94875°B 4,118158°T  | RI-55-0000759       | 22-04-2004           | Upload image                                                |
| Nhà thờ Santa María (Retortillo) | Di tích Nhà thờ | Campoo de Enmedio Retortillo       | 42°59′08″B 4°06′49″T / 42,985633°B 4,113632°T | RI-51-0005324       | 30-06-1993           | Iglesia románica de Santa María (Retortillo) · Upload image |
| Ciudad Romana Julióbriga         | Khu khảo cổ     | Campoo de Enmedio Retortillo       | 42°58′36″B 4°06′58″T / 42,976615°B 4,116088°T | RI-55-0000125       | 14-03-1985           | Ciudad Romana de Julióbriga · Upload image                  |

#### Campoo de Yuso
| Tên                      | Dạng         | Địa điểm                    | Tọa độ                                        | Số hồ sơ tham khảo? | Ngày nhận danh hiệu? | Hình ảnh     |
| ------------------------ | ------------ | --------------------------- | --------------------------------------------- | ------------------- | -------------------- | ------------ |
| Tháp Bustamante          | Di tích Tháp | Campoo de Yuso La Costana   | 43°00′56″B 4°00′04″T / 43,015569°B 4,001033°T | RI-51-0005054       | 28-12-1984           | Upload image |
| Campamento romano Cincho | Khu khảo cổ  | Campoo de Yuso La Población | 43°02′03″B 3°56′43″T / 43,034094°B 3,945383°T | RI-55-0000750       | 15-04-2004           | Upload image |

#### Cartes
| Tên                                         | Dạng                  | Địa điểm        | Tọa độ                                        | Số hồ sơ tham khảo? | Ngày nhận danh hiệu? | Hình ảnh                                                      |
| ------------------------------------------- | --------------------- | --------------- | --------------------------------------------- | ------------------- | -------------------- | ------------------------------------------------------------- |
| Nhà thờ Santa María (Yermo)                 | Di tích Nhà thờ       | Cartes Yermo    | 43°18′29″B 4°04′56″T / 43,308063°B 4,082298°T | RI-51-0000345       | 04-07-1930           | Iglesia de Santa María (Yermo) · Upload image                 |
| Riocorvo                                    | Lịch sử và nghệ thuật | Cartes Riocorvo | 43°18′45″B 4°04′39″T / 43,3125°B 4,0775°T     | RI-53-0000243       | 24-04-1981           | Riocorvo · Upload image                                       |
| Quần thể Histórico Artístico Villa (Cartes) | Lịch sử và nghệ thuật | Cartes          | 43°19′34″B 4°04′08″T / 43,32604°B 4,068825°T  | RI-53-0000332       | 29-03-1985           | Conjunto Histórico Artístico la Villa (Cartes) · Upload image |

#### Castañeda, Cantabria
| Tên                            | Dạng            | Địa điểm                     | Tọa độ                                        | Số hồ sơ tham khảo? | Ngày nhận danh hiệu? | Hình ảnh                                  |
| ------------------------------ | --------------- | ---------------------------- | --------------------------------------------- | ------------------- | -------------------- | ----------------------------------------- |
| Colegiata Santa Cruz Castañeda | Di tích Đại học | Castañeda, Cantabria Socobio | 43°18′52″B 3°56′32″T / 43,314453°B 3,942346°T | RI-51-0000352       | 07-11-1930           | Colegiata de la Santa Cruz · Upload image |

#### Castro Urdiales
| Tên                                                             | Dạng                 | Địa điểm                      | Tọa độ                                        | Số hồ sơ tham khảo? | Ngày nhận danh hiệu? | Hình ảnh                                                                         |
| --------------------------------------------------------------- | -------------------- | ----------------------------- | --------------------------------------------- | ------------------- | -------------------- | -------------------------------------------------------------------------------- |
| Ruinas torre medieval Templarios                                | Di tích Tháp         | Castro Urdiales Allendelagua  | 43°23′31″B 3°15′05″T / 43,391997°B 3,251319°T | RI-51-0010788       | 03-04-2002           | Upload image                                                                     |
| Nhà Los Chelines                                                | Di tích Nhà          | Castro Urdiales               | 43°23′03″B 3°13′02″T / 43,384113°B 3,217314°T | RI-51-0005335       | 16-10-1991           | Casa de Los Chelines · Upload image                                              |
| Nhà para Isidra Cerro Nhà Doña Isidra.                          | Di tích Nhà          | Castro Urdiales               | 43°22′48″B 3°13′02″T / 43,38001°B 3,21723°T   | RI-51-0005334       | 16-11-1990           | Upload image                                                                     |
| Chalet Sotileza                                                 | Di tích Nhà          | Castro Urdiales               | 43°22′31″B 3°12′50″T / 43,375247°B 3,213885°T | RI-51-0005336       | 12-05-1989           | Upload image                                                                     |
| Jardín Ocharan                                                  | Jardín histórico     | Castro Urdiales               | 43°22′32″B 3°13′02″T / 43,37551°B 3,217257°T  | RI-52-0000059       | 20-12-1984           | Upload image                                                                     |
| Nhà thờ Santa María Asunción (Castro Urdiales)                  | Di tích Nhà thờ      | Castro Urdiales               | 43°23′04″B 3°12′56″T / 43,384542°B 3,215499°T | RI-51-0000855       | 03-06-1931           | Iglesia de Santa María de la Asunción · Upload image                             |
| Cargadero Mineral Mioño                                         | Di tích Muelle       | Castro Urdiales Dícido, Mioño | 43°22′09″B 3°11′42″T / 43,36908°B 3,194897°T  | RI-51-0002323       |                      | Cargadero de Mineral de Mioño · Upload image                                     |
| Palacete Castillo-observatorio và Jardines Ocharan              | Di tích Cung điện    | Castro Urdiales               | 43°22′32″B 3°13′05″T / 43,375684°B 3,218008°T | RI-51-0005042       | 20-12-1984           | Palacete Castillo-observatorio y Jardines de los Ocharan · Upload image          |
| Chalet San Martín                                               | Di tích Nhà          | Castro Urdiales               | 43°22′41″B 3°12′58″T / 43,37808°B 3,216194°T  | RI-51-0005284       | 06-08-1992           | Upload image                                                                     |
| Quần thể Histórico Castro Urdiales                              | Khu phức hợp lịch sử | Castro Urdiales               | 43°23′05″B 3°12′54″T / 43,384587°B 3,215127°T | RI-53-0000513       | 21-11-2000           | Conjunto Histórico de Castro Urdiales · Upload image                             |
| Casa-palacio"Residencia Pedro Velarde" "Residencia Productoras" | Di tích Nhà          | Castro Urdiales               | 43°22′37″B 3°12′53″T / 43,376916°B 3,214641°T | RI-51-0006818       | 26-04-1993           | Casa-palacio"Residencia Pedro Velarde""Residencia de Productoras" · Upload image |
| Cementerio Municipal Ballena                                    | Di tích Cementerio   | Castro Urdiales               | 43°23′36″B 3°13′30″T / 43,393304°B 3,224944°T | RI-51-0007398       | 07-12-1994           | Upload image                                                                     |
| Hang Lastrilla                                                  | Di tích Cueva        | Castro Urdiales Sangaro       |                                               | RI-51-0010197       | 07-04-1998           | Upload image                                                                     |
| Cueva Aurelia                                                   | Di tích Cueva        | Castro Urdiales               |                                               | RI-51-0010521       | 22-03-2000           | Upload image                                                                     |
| Cueva Grande hay Corrales                                       | Di tích Cueva        | Castro Urdiales Otañes        |                                               | RI-51-0010201       | 07-04-1998           | Upload image                                                                     |
| Conducción Aguas Chorrillo                                      | Khu khảo cổ          | Castro Urdiales               | 43°22′56″B 3°13′27″T / 43,382349°B 3,224198°T | RI-55-0000858       | 26-01-2006           | Upload image                                                                     |
| Tàn tích Antigua Colonia Flaviobriga và Villa Medieval          | Khu khảo cổ          | Castro Urdiales               |                                               | RI-55-0000117       | 21-11-2000           | Upload image                                                                     |
| Hang Cuco                                                       | Khu khảo cổ          | Castro Urdiales               |                                               | RI-55-0000517       | 06-06-1996           | Upload image                                                                     |

#### Cillorigo de Liébana
| Tên                          | Dạng            | Địa điểm                       | Tọa độ                                        | Số hồ sơ tham khảo? | Ngày nhận danh hiệu? | Hình ảnh                                       |
| ---------------------------- | --------------- | ------------------------------ | --------------------------------------------- | ------------------- | -------------------- | ---------------------------------------------- |
| Nhà thờ Santa María (Lebeña) | Di tích Nhà thờ | Cillorigo de Liébana Lebeña    | 43°12′56″B 4°35′26″T / 43,215528°B 4,590417°T | RI-51-0000064       | 27-03-1893           | Iglesia de Santa María (Lebeña) · Upload image |
| Casona Bedoya-Soberon        | Di tích Nhà     | Cillorigo de Liébana San Pedro | 43°10′49″B 4°34′02″T / 43,180341°B 4,567271°T | RI-51-0007152       | 24-06-1996           | Upload image                                   |

#### Comillas
| Tên                                           | Dạng                  | Địa điểm           | Tọa độ                                        | Số hồ sơ tham khảo? | Ngày nhận danh hiệu? | Hình ảnh                                                                                     |
| --------------------------------------------- | --------------------- | ------------------ | --------------------------------------------- | ------------------- | -------------------- | -------------------------------------------------------------------------------------------- |
| Cementerio Comillas                           | Di tích Cementerio    | Comillas           | 43°23′24″B 4°17′38″T / 43,389947°B 4,293843°T | RI-51-0004919       | 28-07-1983           | Fachada principal del Cementerio · Upload image                                              |
| Capricho Gaudí Nhà Díaz Quijano               | Di tích Nhà           | Comillas           | 43°23′01″B 4°17′34″T / 43,383669°B 4,292694°T | RI-51-0003828       | 24-07-1969           | Villa El Capricho Casa Diaz de Quijano · Upload image                                        |
| Quần thể Histórico Artístico Villa (Comillas) | Lịch sử và nghệ thuật | Comillas           | 43°23′13″B 4°17′22″T / 43,386944°B 4,289444°T | RI-53-0000333       | 29-03-1985           | Conjunto Histórico Artístico la Villa (Comillas) · Upload image                              |
| Cung điện Sobrellano                          | Khu phức hợp lịch sử  | Comillas           | 43°23′01″B 4°17′40″T / 43,383624°B 4,294351°T | RI-53-0000524       | 12-04-2002           | Palacio de Sobrellano del Marques de Comillas, la capilla-panteón y su parque · Upload image |
| Đại học Giáo hoàng Comillas                   | Jardín histórico      | Comillas           | 43°23′10″B 4°18′01″T / 43,38599°B 4,300376°T  | RI-52-0000060       | 27-02-1985           | Jardínes de la Universidad Pontificia · Upload image                                         |
| Đại học Giáo hoàng Comillas                   | Di tích Universidad   | Comillas           | 43°23′11″B 4°17′56″T / 43,386331°B 4,298906°T | RI-51-0005057       | 22-02-1985           | Universidad Pontificia de Comillas · Upload image                                            |
| Hang Maza ở Molina                            | Khu khảo cổ           | Comillas La Molina |                                               | RI-55-0000558       | 24-06-1997           | Upload image                                                                                 |

#### Corvera de Toranzo
| Tên                                                                         | Dạng                 | Địa điểm                                  | Tọa độ                                        | Số hồ sơ tham khảo? | Ngày nhận danh hiệu? | Hình ảnh                                                                                        |
| --------------------------------------------------------------------------- | -------------------- | ----------------------------------------- | --------------------------------------------- | ------------------- | -------------------- | ----------------------------------------------------------------------------------------------- |
| Nhà Solariega Díaz Villegas và finca anexa, con su portalada và cerramiento | Di tích Nhà          | Corvera de Toranzo Corvera                | 43°16′00″B 3°56′49″T / 43,266534°B 3,946838°T | RI-51-0007186       | 31-01-1992           | Casa Solariega de Díaz de Villegas y finca anexa, con su portalada y cerramiento · Upload image |
| Casona Calderón Barca                                                       | Di tích Nhà          | Corvera de Toranzo San Vicente de Toranzo | 43°12′38″B 3°56′26″T / 43,210579°B 3,940538°T | RI-51-0007211       | 27-03-1992           | Upload image                                                                                    |
| Alceda                                                                      | Khu phức hợp lịch sử | Corvera de Toranzo Alceda                 | 43°11′32″B 3°54′55″T / 43,192189°B 3,915254°T | RI-53-0000334       | 29-03-1985           | Lugar de Alceda · Upload image                                                                  |
| Tháp Agüero                                                                 | Di tích Tháp         | Corvera de Toranzo San Vicente de Toranzo | 43°12′43″B 3°56′12″T / 43,211926°B 3,936783°T | RI-51-0007162       | 04-02-1992           | Upload image                                                                                    |

### E

#### Entrambasaguas
| Tên                         | Dạng              | Địa điểm               | Tọa độ                                        | Số hồ sơ tham khảo? | Ngày nhận danh hiệu? | Hình ảnh                                           |
| --------------------------- | ----------------- | ---------------------- | --------------------------------------------- | ------------------- | -------------------- | -------------------------------------------------- |
| Cung điện Acebedo Hoznayo   | Di tích Cung điện | Entrambasaguas Hoznayo | 43°23′20″B 3°42′02″T / 43,388846°B 3,700521°T | RI-51-0004338       | 20-02-1979           | Palacio de los Acebedo · Upload image              |
| Cung điện Fernández Velasco | Di tích Cung điện | Entrambasaguas         | 43°22′52″B 3°40′48″T / 43,381062°B 3,680103°T | RI-51-0005050       | 21-12-1984           | Palacio de los Fernández de Velasco · Upload image |

#### Escalante, Cantabria
| Tên                | Dạng            | Địa điểm            | Tọa độ                                        | Số hồ sơ tham khảo? | Ngày nhận danh hiệu? | Hình ảnh                                         |
| ------------------ | --------------- | ------------------- | --------------------------------------------- | ------------------- | -------------------- | ------------------------------------------------ |
| San Sebastián Hano | Di tích Tu viện | Escalante Montehano | 43°25′46″B 3°29′23″T / 43,42958°B 3,489775°T  | RI-51-0004534       | 06-11-1981           | Convento de los Padres Capuchinos · Upload image |
| Lâu đài Montehano  | Di tích Lâu đài | Escalante           | 43°25′58″B 3°29′46″T / 43,432712°B 3,496141°T | RI-51-0008242       | 06-11-1981           | Upload image                                     |

### H

#### Hermandad de Campoo de Suso
| Tên                                               | Dạng            | Địa điểm                                 | Tọa độ                                        | Số hồ sơ tham khảo? | Ngày nhận danh hiệu? | Hình ảnh                                                                     |
| ------------------------------------------------- | --------------- | ---------------------------------------- | --------------------------------------------- | ------------------- | -------------------- | ---------------------------------------------------------------------------- |
| Tháp Proaño                                       | Di tích Tháp    | Hermandad de Campoo de Suso Proaño       | 43°01′47″B 4°14′47″T / 43,029741°B 4,246409°T | RI-51-0005056       | 22-02-1984           | Upload image                                                                 |
| Nhà thờ Santa María Mayor (Hermandad Campóo Suso) | Di tích Nhà thờ | Hermandad de Campoo de Suso Villacantid. | 43°00′13″B 4°12′26″T / 43,003682°B 4,207345°T | RI-51-0004566       | 15-01-1982           | Iglesia de Santa María la Mayor (Hermandad de Campóo de Suso) · Upload image |
| Lâu đài Argüeso                                   | Di tích Lâu đài | Hermandad de Campoo de Suso Argüeso      | 43°02′01″B 4°12′14″T / 43,033497°B 4,203944°T | RI-51-0004912       | 13-07-1983           | Castillo de San Vicente (Argüeso) · Upload image                             |

#### Herrerías
| Tên           | Dạng                                             | Địa điểm           | Tọa độ                                        | Số hồ sơ tham khảo? | Ngày nhận danh hiệu? | Hình ảnh                         |
| ------------- | ------------------------------------------------ | ------------------ | --------------------------------------------- | ------------------- | -------------------- | -------------------------------- |
| Tháp Cabanzón | Di tích Kiến trúc phòng thủ Thời gian: Thế kỷ 12 | Herrerías Cabanzón | 43°19′11″B 4°29′50″T / 43,319706°B 4,497096°T | RI-51-0007170       | 04-02-1992           | Torre de Cabanzón · Upload image |

### L

#### Lamasón
| Tên                              | Dạng                                                                  | Địa điểm                     | Tọa độ                                        | Số hồ sơ tham khảo? | Ngày nhận danh hiệu? | Hình ảnh                                |
| -------------------------------- | --------------------------------------------------------------------- | ---------------------------- | --------------------------------------------- | ------------------- | -------------------- | --------------------------------------- |
| Nhà thờ Santa Juliana (Lafuente) | Di tích Kiến trúc tôn giáo Kiểu: Kiến trúc Roman Thời gian: Thế kỷ 13 | Lamasón Lafuente (Cantabria) | 43°15′15″B 4°30′35″T / 43,254182°B 4,509737°T | RI-51-0004998       | 28-12-1983           | Iglesia de Santa Juliana · Upload image |
| Hang Marranos                    | Di tích Período: Thời đại đồ đá cũ                                    | Lamasón Venta Fresnedo       |                                               | RI-51-0010520       | 22-03-2000           | Cueva de los Marranos · Upload image    |

#### Laredo, Cantabria
| Tên                                     | Dạng                 | Địa điểm          | Tọa độ                                        | Số hồ sơ tham khảo? | Ngày nhận danh hiệu? | Hình ảnh                                                        |
| --------------------------------------- | -------------------- | ----------------- | --------------------------------------------- | ------------------- | -------------------- | --------------------------------------------------------------- |
| Nhà thờ Santa María (Laredo)            | Di tích Nhà thờ      | Laredo, Cantabria | 43°24′48″B 3°24′40″T / 43,413208°B 3,411158°T | RI-51-0000856       | 03-06-1931           | Iglesia de Santa María (Laredo) · Upload image                  |
| Quần thể Histórico Parte Antigua Laredo | Khu phức hợp lịch sử | Laredo, Cantabria | 43°24′43″B 3°24′42″T / 43,411944°B 3,411667°T | RI-53-0000118       | 03-12-1970           | Conjunto Histórico de la Parte Antigua de Laredo · Upload image |

#### Liérganes
| Tên                                        | Dạng                                  | Địa điểm            | Tọa độ                                        | Số hồ sơ tham khảo? | Ngày nhận danh hiệu? | Hình ảnh                                       |
| ------------------------------------------ | ------------------------------------- | ------------------- | --------------------------------------------- | ------------------- | -------------------- | ---------------------------------------------- |
| Cruz Rubalcaba                             | Di tích Remate esquinal Kiểu: Baroque | Liérganes           | 43°19′27″B 3°44′33″T / 43,324145°B 3,742529°T | RI-51-0006822       | 09-05-1994           | Cruz de Rubalcaba · Upload image               |
| Nhà thờ San Pedro ad Víncula (Liérganes)   | Di tích Kiến trúc tôn giáo Nhà thờ    | Liérganes           | 43°20′45″B 3°44′58″T / 43,345744°B 3,749353°T | RI-51-0006823       | 09-05-1994           | Iglesia de San Pedro ad Víncula · Upload image |
| Liérganes                                  | Khu phức hợp lịch sử artístico        | Liérganes           | 43°20′31″B 3°44′32″T / 43,341987°B 3,742304°T | RI-53-0000507       | 16-04-1999           | Localidad de Liérganes · Upload image          |
| Cung điện Cuesta Mercadillo Palacio Rañada | Di tích Kiến trúc dân sự Cung điện    | Liérganes La Rañada | 43°20′13″B 3°44′41″T / 43,337083°B 3,74482°T  | RI-51-0006824       | 09-05-1994           | Palacio de Cuesta Mercadillo · Upload image    |
| Cung điện Elsedo Palacio Tháp Hermosa      | Di tích Kiến trúc dân sự Cung điện    | Liérganes Pámanes   | 43°21′26″B 3°47′46″T / 43,3571°B 3,796216°T   | RI-51-0004939       | 21-09-1983           | Palacio y Museo de Elsedo · Upload image       |

#### Limpias
| Tên                         | Dạng            | Địa điểm | Tọa độ                                       | Số hồ sơ tham khảo? | Ngày nhận danh hiệu? | Hình ảnh                                       |
| --------------------------- | --------------- | -------- | -------------------------------------------- | ------------------- | -------------------- | ---------------------------------------------- |
| Nhà thờ San Pedro (Limpias) | Di tích Nhà thờ | Limpias  | 43°21′52″B 3°25′02″T / 43,36449°B 3,417231°T | RI-51-0004965       | 26-10-1983           | Iglesia Parroquial de San Pedro · Upload image |

#### Los Corrales de Buelna
| Tên                          | Dạng            | Địa điểm                                     | Tọa độ                                       | Số hồ sơ tham khảo? | Ngày nhận danh hiệu? | Hình ảnh                                                 |
| ---------------------------- | --------------- | -------------------------------------------- | -------------------------------------------- | ------------------- | -------------------- | -------------------------------------------------------- |
| Mộ Nuestra Señora Las Caldas | Di tích Tu viện | Los Corrales de Buelna Las Caldas del Besaya | 43°17′55″B 4°04′33″T / 43,298534°B 4,07594°T | RI-51-0010672       | 15/04/2002           | Santuario de Nuestra Señora de Las Caldas · Upload image |
| Estela Gigante               | Khu khảo cổ     | Los Corrales de Buelna Barros                |                                              | RI-55-0000124       | 14-03-1985           | Estela Gigante · Upload image                            |

#### Los Tojos
| Tên           | Dạng                 | Địa điểm                | Tọa độ                                       | Số hồ sơ tham khảo? | Ngày nhận danh hiệu? | Hình ảnh                                           |
| ------------- | -------------------- | ----------------------- | -------------------------------------------- | ------------------- | -------------------- | -------------------------------------------------- |
| Bárcena Mayor | Khu phức hợp lịch sử | Los Tojos Bárcena Mayor | 43°08′35″B 4°11′36″T / 43,14309°B 4,193458°T | RI-53-0000228       | 07-12-1979           | Conjunto histórico de Bárcena Mayor · Upload image |

### M

#### Marina de Cudeyo
| Tên                                       | Dạng                  | Địa điểm                | Tọa độ                                        | Số hồ sơ tham khảo? | Ngày nhận danh hiệu? | Hình ảnh                                                    |
| ----------------------------------------- | --------------------- | ----------------------- | --------------------------------------------- | ------------------- | -------------------- | ----------------------------------------------------------- |
| Tháp Gajano                               | Di tích Tháp          | Marina de Cudeyo Gajano | 43°24′38″B 3°46′13″T / 43,410429°B 3,770149°T | RI-51-0007163-00001 | 01-12-2005           | Torre de Gajano · Upload image                              |
| Quần thể Histórico Artístico Lugar Agüero | Lịch sử và nghệ thuật | Marina de Cudeyo Agüero | 43°24′52″B 3°43′24″T / 43,414354°B 3,723422°T | RI-53-0000335       | 29-03-1985           | Conjunto Histórico Artístico Lugar de Agüero · Upload image |

#### Medio Cudeyo
| Tên                          | Dạng              | Địa điểm                | Tọa độ                                        | Số hồ sơ tham khảo? | Ngày nhận danh hiệu? | Hình ảnh                                            |
| ---------------------------- | ----------------- | ----------------------- | --------------------------------------------- | ------------------- | -------------------- | --------------------------------------------------- |
| Casa-torre Alvarado          | Di tích Tháp      | Medio Cudeyo Heras      | 43°23′44″B 3°45′56″T / 43,395643°B 3,765645°T | RI-51-0012069       | 25-06-1985           | Torre de Alvarado · Upload image                    |
| Nhà Solariega Cueto          | Di tích Nhà       | Medio Cudeyo Sobremazas | 43°22′25″B 3°45′06″T / 43,373588°B 3,751756°T | RI-51-0005046       | 21-12-1984           | Casa Solariega de los Cueto · Upload image          |
| Cung điện Marqueses Valbuena | Di tích Cung điện | Medio Cudeyo Solares    | 43°23′06″B 3°44′22″T / 43,385082°B 3,739579°T | RI-51-0005047       | 21-12-1984           | Palacio de los Marqueses de Valbuena · Upload image |

#### Miengo
| Tên        | Dạng          | Địa điểm | Tọa độ | Số hồ sơ tham khảo? | Ngày nhận danh hiệu? | Hình ảnh     |
| ---------- | ------------- | -------- | ------ | ------------------- | -------------------- | ------------ |
| Hang Cudòn | Di tích Cueva | Miengo   |        | RI-51-0010233       | 14-09-1998           | Upload image |

#### Miera
| Tên                                    | Dạng            | Địa điểm         | Tọa độ                                        | Số hồ sơ tham khảo? | Ngày nhận danh hiệu? | Hình ảnh                                          |
| -------------------------------------- | --------------- | ---------------- | --------------------------------------------- | ------------------- | -------------------- | ------------------------------------------------- |
| Nhà thờ Santa María Asunción (Cárcoba) | Di tích Nhà thờ | Miera La Cárcoba | 43°16′28″B 3°42′48″T / 43,274553°B 3,713218°T | RI-51-0005311       | 02-09-1988           | Iglesia de Nuestra Señora de Miera · Upload image |

#### Molledo
| Tên                                          | Dạng            | Địa điểm                      | Tọa độ                                        | Số hồ sơ tham khảo? | Ngày nhận danh hiệu? | Hình ảnh                                   |
| -------------------------------------------- | --------------- | ----------------------------- | --------------------------------------------- | ------------------- | -------------------- | ------------------------------------------ |
| Nhà thờ San Facundo và San Primitivo (Silió) | Di tích Nhà thờ | Molledo Silió                 | 43°08′55″B 4°01′07″T / 43,148517°B 4,018499°T | RI-51-0003847       | 23-04-1970           | Iglesia Parroquial de Silio · Upload image |
| Tháp Quevedo                                 | Di tích Tháp    | Molledo San Martín de Quevedo | 43°07′43″B 4°02′23″T / 43,128626°B 4,03982°T  | RI-51-0007266       | 06-08-1992           | Upload image                               |

### N

#### Noja
| Tên                                                   | Dạng         | Địa điểm | Tọa độ                                        | Số hồ sơ tham khảo? | Ngày nhận danh hiệu? | Hình ảnh                                                                 |
| ----------------------------------------------------- | ------------ | -------- | --------------------------------------------- | ------------------- | -------------------- | ------------------------------------------------------------------------ |
| Cung điện Marqués Albaicín Cung điện Marqués Albaicín | Di tích Nhà  | Noja     | 43°28′57″B 3°31′13″T / 43,4825°B 3,520278°T   | RI-51-0006859       | 10-03-1992           | Casa para Obdulia Bonifaz Palacio del Marqués de Albaicín · Upload image |
| Casa-palacio Zilla                                    | Di tích Nhà  | Noja     | 43°28′44″B 3°31′47″T / 43,478933°B 3,529692°T | RI-51-0006863       | 10-11-1994           | Casa-palacio de Zilla · Upload image                                     |
| Tháp Velasco (Noja)                                   | Di tích Tháp | Noja     | 43°28′52″B 3°31′16″T / 43,480994°B 3,521125°T | RI-51-0007172       | 04-02-1992           | Torre de los Velasco · Upload image                                      |

### P

#### Pesaguero
| Tên                                        | Dạng                 | Địa điểm         | Tọa độ                                        | Số hồ sơ tham khảo? | Ngày nhận danh hiệu? | Hình ảnh     |
| ------------------------------------------ | -------------------- | ---------------- | --------------------------------------------- | ------------------- | -------------------- | ------------ |
| Nhà hoang Nuestra Señora Asunción (Caloca) | Di tích Nơi hẻo lánh | Pesaguero Caloca | 43°02′36″B 4°33′45″T / 43,043437°B 4,562588°T | RI-51-0007058       | 24-06-1996           | Upload image |

#### Peñarrubia, Cantabria
| Tên         | Dạng         | Địa điểm                      | Tọa độ                                        | Số hồ sơ tham khảo? | Ngày nhận danh hiệu? | Hình ảnh                            |
| ----------- | ------------ | ----------------------------- | --------------------------------------------- | ------------------- | -------------------- | ----------------------------------- |
| Tháp Pontón | Di tích Tháp | Peñarrubia, Cantabria Linares | 43°15′14″B 4°34′59″T / 43,253961°B 4,583086°T | RI-51-0007164       | 04-02-1992           | Torre de los Linares · Upload image |

#### Pesquera, Cantabria
| Tên                   | Dạng                    | Địa điểm                                        | Tọa độ | Số hồ sơ tham khảo? | Ngày nhận danh hiệu? | Hình ảnh     |
| --------------------- | ----------------------- | ----------------------------------------------- | ------ | ------------------- | -------------------- | ------------ |
| Camino Real Las Hoces | Di tích Vía de tránsito | Pesquera, Cantabria và Bárcena de Pie de Concha |        | RI-51-0011528       | 14-10-2005           | Upload image |

#### Piélagos
| Tên                                               | Dạng              | Địa điểm                     | Tọa độ                                        | Số hồ sơ tham khảo? | Ngày nhận danh hiệu? | Hình ảnh                                                                    |
| ------------------------------------------------- | ----------------- | ---------------------------- | --------------------------------------------- | ------------------- | -------------------- | --------------------------------------------------------------------------- |
| Tháp Medieval Velo Puente Arce Casa-Tháp Santiyán | Di tích Tháp      | Piélagos Velo de Puente Arce | 43°24′25″B 3°56′06″T / 43,406997°B 3,934947°T | RI-51-0004955       | 13-10-1983           | Torre Medieval de Velo de Puente Arce Casa-Torre de Santiyán · Upload image |
| Lâu đài Pedraja                                   | Khu khảo cổ       | Piélagos Liencres            | 43°27′17″B 3°55′46″T / 43,454702°B 3,929378°T | RI-55-0000811       | 26-08-2004           | Castillo de Pedraja · Upload image                                          |
| Hang Calero II                                    | Khu khảo cổ       | Piélagos Arce                |                                               | RI-55-0000576       | 24-06-1997           | Upload image                                                                |
| Puente Viejo Siglo XVII                           | Di tích Cầu       | Piélagos Arce                | 43°24′11″B 3°56′51″T / 43,40313°B 3,947364°T  | RI-51-0005041       | 20-12-1984           | Puente Viejo del Siglo XVII · Upload image                                  |
| Cung điện Marqués Conquista Real                  | Di tích Cung điện | Piélagos Arce                | 43°24′57″B 3°56′17″T / 43,415858°B 3,938072°T | RI-51-0006828       | 09-05-1994           | Palacio del Marqués de la Conquista Real · Upload image                     |
| Cueva Santián                                     | Di tích Cueva     | Piélagos                     |                                               | RI-51-0009069       | 25-05-1995           | Upload image                                                                |

#### Polaciones
| Tên              | Dạng             | Địa điểm              | Tọa độ                                        | Số hồ sơ tham khảo? | Ngày nhận danh hiệu? | Hình ảnh                             |
| ---------------- | ---------------- | --------------------- | --------------------------------------------- | ------------------- | -------------------- | ------------------------------------ |
| Nhà Padre Rábago | Địa điểm lịch sử | Polaciones Tresabuela | 43°05′10″B 4°25′41″T / 43,086081°B 4,428189°T | RI-54-0000184       | 22-01-2004           | Casa del Padre Rábago · Upload image |

#### Potes
| Tên                                      | Dạng                  | Địa điểm                 | Tọa độ                                        | Số hồ sơ tham khảo? | Ngày nhận danh hiệu? | Hình ảnh                                                      |
| ---------------------------------------- | --------------------- | ------------------------ | --------------------------------------------- | ------------------- | -------------------- | ------------------------------------------------------------- |
| Tháp Infantado                           | Di tích Tháp          | Potes                    | 43°09′15″B 4°37′26″T / 43,154146°B 4,623753°T | RI-51-0011422       | 25-06-1985           | Torre del Infantado · Upload image                            |
| Nhà thờ San Vicente (Potes)              | Di tích Nhà thờ       | Potes                    | 43°09′16″B 4°37′29″T / 43,154503°B 4,624783°T | RI-51-0006843       | 02-10-2000           | Iglesia Gótica de San Vicente · Upload image                  |
| Quần thể Histórico Artístico Villa Potes | Lịch sử và nghệ thuật | Potes                    | 43°09′13″B 4°37′25″T / 43,153657°B 4,623529°T | RI-53-0000285       | 02-03-1983           | Conjunto Histórico Artístico la Villa de Potes · Upload image |
| Valle Liébana                            | Địa điểm lịch sử      | Potes và các đô thị khác |                                               | RI-54-0000026       | 16-08-1968           | Valle del Liebana · Upload image                              |

#### Puente Viesgo
| Tên                       | Dạng                     | Địa điểm            | Tọa độ                                        | Số hồ sơ tham khảo? | Ngày nhận danh hiệu? | Hình ảnh                              |
| ------------------------- | ------------------------ | ------------------- | --------------------------------------------- | ------------------- | -------------------- | ------------------------------------- |
| Hang Chimeneas            | Di tích Địa điểm khảo cổ | Puente Viesgo       | 43°17′28″B 3°57′51″T / 43,291111°B 3,964167°T | RI-51-0004287-00002 | 23-06-1978           | Cueva de Las Chimeneas · Upload image |
| Hang Castillo             | Di tích Cueva            | Puente Viesgo       |                                               | RI-51-0000267       | 25-04-1924           | Cueva del Castillo · Upload image     |
| Hang Pasiega              | Di tích Arte paleolítico | Puente Viesgo       | 43°17′28″B 3°57′51″T / 43,291111°B 3,964167°T | RI-51-0000269       | 25-04-1924           | Cueva de la Pasiega · Upload image    |
| Hang Monedas              | Di tích Cueva            | Puente Viesgo Hijas |                                               | RI-51-0004287-00001 | 23-06-1978           | Cueva de las Monedas · Upload image   |
| Hang Monedas và Chimeneas | Di tích Cueva            | Puente Viesgo       |                                               | RI-51-0004287       | 23-06-1978           | Upload image                          |

### R

#### Ramales de la Victoria
| Tên                       | Dạng          | Địa điểm                       | Tọa độ                                        | Số hồ sơ tham khảo? | Ngày nhận danh hiệu? | Hình ảnh                                           |
| ------------------------- | ------------- | ------------------------------ | --------------------------------------------- | ------------------- | -------------------- | -------------------------------------------------- |
| Hang Luz                  | Di tích Cueva | Ramales de la Victoria         |                                               | RI-51-0011176       | 25-06-1985           | Upload image                                       |
| Hang Covalanas            | Di tích Cueva | Ramales de la Victoria         | 43°14′44″B 3°27′08″T / 43,245652°B 3,452132°T | RI-51-0000270       | 25-04-1924           | Cueva de Covalanas · Upload image                  |
| Zona arqueológica Ramales | Khu khảo cổ   | Ramales de la Victoria         |                                               | RI-55-0000884       | 30-11-2006           | Upload image                                       |
| Hang Haza O Cueva Virgen  | Khu khảo cổ   | Ramales de la Victoria Ramales |                                               | RI-55-0000560       | 24-06-1997           | Cueva del Haza O Cueva de la Virgen · Upload image |
| Hang Cullalvera           | Khu khảo cổ   | Ramales de la Victoria Ramales | 43°15′20″B 3°27′30″T / 43,255557°B 3,458457°T | RI-55-0000561       | 24-06-1997           | Cueva de Cullalvera · Upload image                 |
| Hang Pondra               | Khu khảo cổ   | Ramales de la Victoria Pondra  |                                               | RI-55-0000562       | 24-06-1997           | Upload image                                       |
| Hang Morro Oridillo       | Khu khảo cổ   | Ramales de la Victoria Pondra  |                                               | RI-55-0000563       | 24-06-1997           | Upload image                                       |
| Hang Covanegra-sotarriza  | Khu khảo cổ   | Ramales de la Victoria Pondra  |                                               | RI-55-0000564       | 24-06-1997           | Upload image                                       |
| Hang Arco A               | Khu khảo cổ   | Ramales de la Victoria Pondra  |                                               | RI-55-0000565       | 24-06-1997           | Upload image                                       |
| Hang Arco B               | Khu khảo cổ   | Ramales de la Victoria Pondra  |                                               | RI-55-0000566       | 24-06-1997           | Upload image                                       |
| Hang Arco C               | Khu khảo cổ   | Ramales de la Victoria Pondra  |                                               | RI-55-0000567       | 24-06-1997           | Upload image                                       |

#### Rasines
| Tên                          | Dạng            | Địa điểm | Tọa độ                                        | Số hồ sơ tham khảo? | Ngày nhận danh hiệu? | Hình ảnh     |
| ---------------------------- | --------------- | -------- | --------------------------------------------- | ------------------- | -------------------- | ------------ |
| Nhà thờ San Andrés (Rasines) | Di tích Nhà thờ | Rasines  | 43°18′25″B 3°25′33″T / 43,307071°B 3,425755°T | RI-51-0005048       | 21-12-1984           | Upload image |

#### Reinosa
| Tên                                    | Dạng            | Địa điểm | Tọa độ                                        | Số hồ sơ tham khảo? | Ngày nhận danh hiệu? | Hình ảnh                                                    |
| -------------------------------------- | --------------- | -------- | --------------------------------------------- | ------------------- | -------------------- | ----------------------------------------------------------- |
| Fachadas edificio denominado Casona    | Di tích         | Reinosa  | 42°59′54″B 4°08′19″T / 42,998292°B 4,138541°T | RI-51-0004711       | 06-10-1982           | Fachadas del edificio denominado la Casona · Upload image   |
| Đền Parroquial San Sebastián (Reinosa) | Di tích Nhà thờ | Reinosa  | 42°59′59″B 4°08′24″T / 42,999743°B 4,13999°T  | RI-51-0004822       | 09-03-1983           | Templo Parroquial de San Sebastián (Reinosa) · Upload image |

#### Reocín
| Tên                                    | Dạng                                              | Địa điểm                          | Tọa độ                                        | Số hồ sơ tham khảo? | Ngày nhận danh hiệu? | Hình ảnh                                     |
| -------------------------------------- | ------------------------------------------------- | --------------------------------- | --------------------------------------------- | ------------------- | -------------------- | -------------------------------------------- |
| Hang Estación                          | Khu khảo cổ Nghệ thuật đá                         | Reocín Quijas                     |                                               | RI-55-0000569       | 24-06-1997           | Upload image                                 |
| Hang Clotilde                          | Khu khảo cổ                                       | Reocín Quijas                     |                                               | RI-55-0000570       | 24-06-1997           | Upload image                                 |
| Finca sociedad"Puente San Miguel S.A." | Jardín histórico                                  | Reocín Puente San Miguel (Reocín) | 43°21′44″B 4°05′27″T / 43,362177°B 4,090701°T | RI-52-0000076       | 28-11-1986           | Upload image                                 |
| Palacio và Tháp Bustamante             | Di tích Kiến trúc phòng thủ Cung điện fortificado | Reocín Quijas                     | 43°21′06″B 4°07′33″T / 43,351763°B 4,125779°T | RI-51-0004721       | 15-10-1982           | Palacio y Torre de Bustamante · Upload image |

#### Ribamontán al Monte
| Tên                           | Dạng        | Địa điểm                         | Tọa độ                                        | Số hồ sơ tham khảo? | Ngày nhận danh hiệu? | Hình ảnh                                       |
| ----------------------------- | ----------- | -------------------------------- | --------------------------------------------- | ------------------- | -------------------- | ---------------------------------------------- |
| Desierto Hoz Anero            | Di tích Nhà | Ribamontán al Monte Hoz de Anero | 43°24′49″B 3°40′40″T / 43,413572°B 3,677819°T | RI-51-0004257       | 15-10-1977           | Edificio denominado El Desierto · Upload image |
| Complejo Kárstico Monte Garma | Khu khảo cổ | Ribamontán al Monte              |                                               | RI-55-0000118       | 07-07-1998           | Upload image                                   |

#### Rionansa
| Tên                      | Dạng          | Địa điểm          | Tọa độ                                        | Số hồ sơ tham khảo? | Ngày nhận danh hiệu? | Hình ảnh                               |
| ------------------------ | ------------- | ----------------- | --------------------------------------------- | ------------------- | -------------------- | -------------------------------------- |
| Hang Micolón             | Di tích Cueva | Rionansa Riclones |                                               | RI-51-0010519       | 22-03-2000           | Upload image                           |
| Tháp Rubin Celis         | Di tích Tháp  | Rionansa Obeso    | 43°15′19″B 4°25′21″T / 43,255268°B 4,422383°T | RI-51-0007165       | 04-02-1992           | Torre de Rubin de Celis · Upload image |
| Hang Chufin và Chufin IV | Di tích Cueva | Rionansa Riclones |                                               | RI-51-0010522       | 27-03-2000           | Upload image                           |
| Hang Porquerizo          | Di tích Cueva | Rionansa Celis    |                                               | RI-51-0010518       | 22-03-2000           | Upload image                           |

#### Riotuerto
| Tên                                      | Dạng                         | Địa điểm            | Tọa độ                                        | Số hồ sơ tham khảo? | Ngày nhận danh hiệu? | Hình ảnh                                            |
| ---------------------------------------- | ---------------------------- | ------------------- | --------------------------------------------- | ------------------- | -------------------- | --------------------------------------------------- |
| Nhà thờ Santa María Magdalena (Rucandio) | Di tích Nhà thờ              | Riotuerto Rucandio  | 43°20′34″B 3°43′12″T / 43,342787°B 3,719911°T | RI-51-0005204       | 02-09-1988           | Iglesia Parroquial de Rucandio · Upload image       |
| Portalada Carlos III                     | Di tích                      | Riotuerto La Cavada | 43°21′09″B 3°42′27″T / 43,352551°B 3,707505°T | RI-51-0005049       | 21-12-1984           | Portalada de Carlos III · Upload image              |
| Real Fábrica Artillería Cavada           | Khu phức hợp lịch sử Fábrica | Riotuerto La Cavada | 43°21′10″B 3°42′27″T / 43,352658°B 3,707468°T | RI-53-0000563       | 01-04-2004           | Real Fábrica de Cañones de La Cavada · Upload image |

#### Ruente
| Tên                          | Dạng              | Địa điểm | Tọa độ                                       | Số hồ sơ tham khảo? | Ngày nhận danh hiệu? | Hình ảnh     |
| ---------------------------- | ----------------- | -------- | -------------------------------------------- | ------------------- | -------------------- | ------------ |
| Cung điện Mier Palacete Mier | Di tích Cung điện | Ruente   | 43°15′36″B 4°15′50″T / 43,260054°B 4,26402°T | RI-51-0007334       | 30-11-1992           | Upload image |

#### Ruesga
| Tên                            | Dạng          | Địa điểm        | Tọa độ | Số hồ sơ tham khảo? | Ngày nhận danh hiệu? | Hình ảnh     |
| ------------------------------ | ------------- | --------------- | ------ | ------------------- | -------------------- | ------------ |
| Hang Risco                     | Di tích Cueva | Ruesga Matienzo |        | RI-51-0011566       | 01-12-2005           | Upload image |
| Hang Patatal (Cueva Sotarraña) | Khu khảo cổ   | Ruesga Matienzo |        | RI-55-0000572       | 24-06-1997           | Upload image |
| Hang Cofresnedo                | Khu khảo cổ   | Ruesga Matienzo |        | RI-55-0000573       | 24-06-1997           | Upload image |
| Hang Emboscados                | Khu khảo cổ   | Ruesga Matienzo |        | RI-55-0000574       | 24-06-1997           | Upload image |

### S

#### San Felices de Buelna
| Tên                 | Dạng                        | Địa điểm                      | Tọa độ                                        | Số hồ sơ tham khảo? | Ngày nhận danh hiệu? | Hình ảnh                               |
| ------------------- | --------------------------- | ----------------------------- | --------------------------------------------- | ------------------- | -------------------- | -------------------------------------- |
| Castros monte Dobra | Khu khảo cổ                 | San Felices de Buelna         | 43°17′52″B 4°00′56″T / 43,297761°B 4,015517°T | RI-55-0000883       | 31-08-2006           | Castros del monte Dobra · Upload image |
| Hang Hornos Peña    | Di tích Cueva               | San Felices de Buelna Tarriba |                                               | RI-51-0000268       | 25-04-1924           | Upload image                           |
| Hang Sovilla        | Di tích Cueva               | San Felices de Buelna         |                                               | RI-51-0010232       | 14-09-1998           | Upload image                           |
| Tháp Pero Niño      | Di tích Kiến trúc phòng thủ | San Felices de Buelna Llano   | 43°16′41″B 4°03′09″T / 43,27815°B 4,052426°T  | RI-51-0004954       | 13-10-1983           | Torre de Pero Niño · Upload image      |

#### San Vicente de la Barquera
| Tên                                                | Dạng            | Địa điểm                   | Tọa độ                                        | Số hồ sơ tham khảo? | Ngày nhận danh hiệu? | Hình ảnh                                                           |
| -------------------------------------------------- | --------------- | -------------------------- | --------------------------------------------- | ------------------- | -------------------- | ------------------------------------------------------------------ |
| Lâu đài San Vicente Barquera                       | Di tích Lâu đài | San Vicente de la Barquera | 43°23′07″B 4°23′58″T / 43,385215°B 4,399478°T | RI-51-0010815       | 25-06-1985           | Castillo de San Vicente de la Barquera · Upload image              |
| Nhà thờ Santa María Ángeles (San Vicente Barquera) | Di tích Nhà thờ | San Vicente de la Barquera | 43°23′02″B 4°24′14″T / 43,383948°B 4,403817°T | RI-51-0000860       | 03-06-1931           | Iglesia de Santa María (San Vicente de la Barquera) · Upload image |
| Finca Convento San Luis Antiguo convento San Luis  | Di tích Tu viện | San Vicente de la Barquera | 43°22′50″B 4°23′54″T / 43,380493°B 4,398372°T | RI-51-0007208       | 04-03-1992           | Upload image                                                       |

#### Santa María de Cayón
| Tên                            | Dạng            | Địa điểm                       | Tọa độ                                        | Số hồ sơ tham khảo? | Ngày nhận danh hiệu? | Hình ảnh                                                  |
| ------------------------------ | --------------- | ------------------------------ | --------------------------------------------- | ------------------- | -------------------- | --------------------------------------------------------- |
| Nhà thờ San Andrés (Argomilla) | Di tích Nhà thờ | Santa María de Cayón Argomilla | 43°18′15″B 3°52′37″T / 43,304062°B 3,877055°T | RI-51-0004557       | 15-01-1982           | Iglesia Románica de San Andrés (Argomilla) · Upload image |

#### Santander, Cantabria
| Tên                                                           | Dạng                               | Địa điểm                      | Tọa độ                                        | Số hồ sơ tham khảo? | Ngày nhận danh hiệu? | Hình ảnh                                                                                  |
| ------------------------------------------------------------- | ---------------------------------- | ----------------------------- | --------------------------------------------- | ------------------- | -------------------- | ----------------------------------------------------------------------------------------- |
| Tu viện Santa Cruz Santander (Antiguo edificio Tabacalera)    | Di tích Kiến trúc tôn giáo Tu viện | Santander C/ Alta             | 43°27′37″B 3°48′48″T / 43,460208°B 3,813325°T | RI-51-0004613       | 05-03-1982           | Convento de las Clarisas de Santa Cruz (Antiguo edificio de la Tabacalera) · Upload image |
| Mercado Este                                                  | Di tích Kiến trúc dân sự Chợ       | Santander C/ Hernán Cortés, 4 | 43°27′44″B 3°48′16″T / 43,462336°B 3,804408°T | RI-51-0005265       | 31-10-1986           | Mercado del Este · Upload image                                                           |
| Bảo tàng Arte Moderno và Contemporáneo Santander và Cantabria | Di tích Bảo tàng                   | Santander C/ Rubio, 6         | 43°27′45″B 3°48′45″T / 43,462444°B 3,812579°T | RI-51-0001399       | 01-03-1962           | Museo Municipal de Pinturas · Upload image                                                |
| Nhà thờ Santa Lucía (Santander)                               | Di tích Nhà thờ                    | Santander, Cantabria          | 43°27′48″B 3°48′08″T / 43,463292°B 3,802241°T | RI-51-0005314       | 15-04-1987           | Iglesia de Santa Lucía · Upload image                                                     |
| Cung điện Magdalena                                           | Jardín histórico                   | Santander, Cantabria          | 43°28′10″B 3°46′08″T / 43,469335°B 3,768808°T | RI-52-0000037       | 12-02-1982           | Jardines del Palacio de la Magdalena · Upload image                                       |
| Cung điện Riva-Herrera                                        | Di tích Cung điện                  | Santander, Cantabria          | 43°27′37″B 3°49′52″T / 43,460322°B 3,831017°T | RI-51-0004329       | 02-02-1979           | Palacio de Riva-Herrera · Upload image                                                    |
| Cung điện Magdalena                                           | Di tích Cung điện                  | Santander, Cantabria          | 43°28′09″B 3°45′58″T / 43,469167°B 3,766111°T | RI-51-0004592       | 12-02-1982           | Palacio de la Magdalena y Jardines · Upload image                                         |
| Tòa nhà Thư viện và Casa-Bảo tàng Menéndez Pelayo             | Di tích Nhà                        | Santander, Cantabria          | 43°27′46″B 3°48′45″T / 43,462881°B 3,812514°T | RI-51-0004612       | 05-03-1982           | Edificio de la Biblioteca y Casa-Museo de Menéndez Pelayo · Upload image                  |
| Dique Gamazo                                                  | Di tích Dique                      | Santander, Cantabria          | 43°27′43″B 3°47′22″T / 43,461945°B 3,789431°T | RI-51-0010705       | 29-11-2001           | Dique de Gamazo · Upload image                                                            |
| Lưu trữ lịch sử Provincial Santander                          | Lưu trữ                            | Santander, Cantabria          | 43°27′16″B 3°48′49″T / 43,454496°B 3,813673°T | RI-AR-0000023       | 10-11-1997           | Upload image                                                                              |
| Thư viện Central Cantabria                                    | Thư viện                           | Santander, Cantabria          | 43°27′16″B 3°48′51″T / 43,454477°B 3,814169°T | RI-BI-0000032       | 25-06-1985           | Biblioteca Pública del Estado · Upload image                                              |
| Bệnh viện San Rafael (Santander) Parlamento Cantabria         | Di tích Bệnh viện                  | Santander, Cantabria          | 43°27′35″B 3°48′49″T / 43,459806°B 3,813633°T | RI-51-0004859       | 20-04-1983           | Antiguo Hospital de San Rafael Parlamento de Cantabria · Upload image                     |
| Nhà thờ chính tòa Santander                                   | Di tích Catedral                   | Santander, Cantabria          | 43°27′38″B 3°48′27″T / 43,460556°B 3,8075°T   | RI-51-0000854       | 03-06-1931           | Catedral de la Asunción de la Virgen · Upload image                                       |
| Bảo tàng Provincial Prehistoria                               | Di tích Bảo tàng                   | Santander, Cantabria          | 43°27′45″B 3°48′16″T / 43,462411°B 3,804508°T | RI-51-0001398       | 01-03-1962           | Museo Provincial de Prehistoria · Upload image                                            |
| Sardinero                                                     | Khu phức hợp lịch sử               | Santander, Cantabria          | 43°28′23″B 3°47′02″T / 43,473158°B 3,783954°T | RI-53-0000342       | 01-08-1986           | El Sardinero · Upload image                                                               |
| Quần thể Histórico Paseo Pereda và Calle Castelar             | Khu phức hợp lịch sử               | Santander, Cantabria          | 43°27′44″B 3°48′01″T / 43,462155°B 3,800188°T | RI-53-0000329       | 14-03-1985           | Conjunto Histórico Paseo de Pereda y Calle de Castelar · Upload image                     |
| Nhà thờ Anunciación (Santander) Compañía                      | Di tích Nhà thờ                    | Santander, Cantabria          | 43°27′45″B 3°48′27″T / 43,462479°B 3,80742°T  | RI-51-0006930       | 11-11-1992           | Iglesia de la Anunciación La Compañía · Upload image                                      |
| Seminario Monte Corbán                                        | Di tích Seminario                  | Santander, Cantabria          | 43°27′53″B 3°52′07″T / 43,464683°B 3,868619°T | RI-51-0009276       | 28-03-2002           | Seminario de Monte Corbán · Upload image                                                  |

#### Santillana del Mar
| Tên                                     | Dạng                     | Địa điểm                               | Tọa độ                                        | Số hồ sơ tham khảo? | Ngày nhận danh hiệu? | Hình ảnh                                                            |
| --------------------------------------- | ------------------------ | -------------------------------------- | --------------------------------------------- | ------------------- | -------------------- | ------------------------------------------------------------------- |
| Tháp Don Beltrán Cueva                  | Di tích Tháp             | Santillana del Mar Queveda             | 43°22′42″B 4°04′19″T / 43,378228°B 4,071942°T | RI-51-0004457       | 09-01-1981           | Torre de Don Beltrán de la Cueva · Upload image                     |
| Cung điện Viveda Arronte                | Di tích Cung điện        | Santillana del Mar Barreda-Torrelavega | 43°22′51″B 4°03′18″T / 43,380936°B 4,054878°T | RI-51-0004607       | 26-02-1982           | Palacio de Viveda de Arronte · Upload image                         |
| Colegiata Santillana Mar                | Di tích Đại học          | Santillana del Mar                     | 43°23′32″B 4°06′22″T / 43,392217°B 4,106006°T | RI-51-0000057       | 12-03-1889           | Colegiata y Claustro de Santa Juliana · Upload image                |
| Hang Altamira                           | Di tích Arte paleolítico | Santillana del Mar                     | 43°22′37″B 4°07′10″T / 43,376944°B 4,119475°T | RI-51-0000266       | 25-04-1924           | Cueva de Altamira · Upload image                                    |
| Cung điện Peredo (Mijares)              | Di tích Cung điện        | Santillana del Mar Mijares (Cantabria) |                                               | RI-51-0007050       | 05-01-1995           | Palacio de Peredo (Mijares) · Upload image                          |
| Quần thể Histórico Villa Santillana Mar | Khu phức hợp lịch sử     | Santillana del Mar                     | 43°23′27″B 4°06′25″T / 43,390922°B 4,106973°T | RI-53-0000008       | 27-07-1943           | Conjunto Histórico de la Villa de Santillana del Mar · Upload image |

#### Santiurde de Toranzo
| Tên                                                                | Dạng            | Địa điểm                        | Tọa độ                                        | Số hồ sơ tham khảo? | Ngày nhận danh hiệu? | Hình ảnh                                                                           |
| ------------------------------------------------------------------ | --------------- | ------------------------------- | --------------------------------------------- | ------------------- | -------------------- | ---------------------------------------------------------------------------------- |
| Nhà thờ Santa Cecilia (Villasevil)                                 | Di tích Nhà thờ | Santiurde de Toranzo Villasevil | 43°15′10″B 3°56′10″T / 43,252834°B 3,936037°T | RI-51-0004284       | 23-06-1978           | Iglesia de Santa Cecilia (Villasevil) · Upload image                               |
| Nhà thờ Santa María Asunción (Acereda) Nhà thờ Románica Transición | Di tích Nhà thờ | Santiurde de Toranzo Acereda    | 43°13′47″B 3°56′12″T / 43,229781°B 3,936533°T | RI-51-0005045       | 21-12-1984           | Iglesia Parroquial de la Asunción Iglesia Románica de la Transición · Upload image |
| Tháp Villegas                                                      | Di tích Tháp    | Santiurde de Toranzo Villasevil |                                               | RI-51-0007171       | 04-02-1992           | Upload image                                                                       |

#### Santoña
| Tên                                                              | Dạng              | Địa điểm | Tọa độ | Số hồ sơ tham khảo? | Ngày nhận danh hiệu? | Hình ảnh                                                                              |
| ---------------------------------------------------------------- | ----------------- | -------- | ------ | ------------------- | -------------------- | ------------------------------------------------------------------------------------- |
| Nhà thờ Santa María Puerto (Santoña)                             | Di tích Nhà thờ   | Santoña  |        | RI-51-0000859       | 03-06-1931           | Iglesia de Santa María del Puerto (Santoña) · Upload image                            |
| Antiguo Bệnh viện Militar                                        | Di tích Bệnh viện | Santoña  |        | RI-51-0003883       | 12-06-1972           | Antiguo Hospital Militar · Upload image                                               |
| Nhà Cung điện Marqués Manzanedo và su jardín Cung điện Manzanedo | Di tích Cung điện | Santoña  |        | RI-51-0005414       | 27-03-1992           | Casa Palacio del Marqués de Manzanedo y su jardín Palacio de Manzanedo · Upload image |
| Fuerte Napoleón                                                  | Di tích Fuerte    | Santoña  |        | RI-51-0007173       | 04-02-1992           | Fuerte de Napoleón · Upload image                                                     |
| Fuerte San Martín                                                | Di tích Fuerte    | Santoña  |        | RI-51-0007174       | 04-02-1992           | Fortificaciones Militares de Santoña (Fuerte de San Martín) · Upload image            |
| Fuerte San Carlos                                                | Di tích Fuerte    | Santoña  |        | RI-51-0007175       | 04-02-1992           | Fortificaciones Militares de Santoña (Fuerte de San Carlos) · Upload image            |
| Batería Baja Galvanes                                            | Di tích Batería   | Santoña  |        | RI-51-0007176       | 04-02-1992           | Fortificaciones Militares de Santoña (Batería Baja de Galvanes) · Upload image        |
| Batería San Martín Alto                                          | Di tích Batería   | Santoña  |        | RI-51-0007177       | 04-02-1992           | Upload image                                                                          |
| Nhà trú tạm Peña Perro                                           | Di tích           | Santoña  |        | RI-51-0010198       | 07-04-1998           | Upload image                                                                          |
| Đồn San Carlos                                                   | Di tích Fortín    | Santoña  |        | RI-51-0010200       | 07-04-1998           | Upload image                                                                          |

#### San Vicente de la Barquera
| Tên                               | Dạng                 | Địa điểm                   | Tọa độ                                        | Số hồ sơ tham khảo? | Ngày nhận danh hiệu? | Hình ảnh                                                  |
| --------------------------------- | -------------------- | -------------------------- | --------------------------------------------- | ------------------- | -------------------- | --------------------------------------------------------- |
| Puebla Vieja San Vicente Barquera | Khu phức hợp lịch sử | San Vicente de la Barquera | 43°23′04″B 4°24′05″T / 43,384451°B 4,401259°T | RI-53-0000343       | 28-08-1987           | Puebla Vieja de San Vicente de la Barquera · Upload image |

#### Secadura
| Tên        | Dạng          | Địa điểm | Tọa độ | Số hồ sơ tham khảo? | Ngày nhận danh hiệu? | Hình ảnh     |
| ---------- | ------------- | -------- | ------ | ------------------- | -------------------- | ------------ |
| Hang Otero | Di tích Cueva | Secadura |        | RI-51-0010199       | 07-04-1998           | Upload image |

#### Selaya
| Tên                                        | Dạng    | Địa điểm | Tọa độ                                        | Số hồ sơ tham khảo? | Ngày nhận danh hiệu? | Hình ảnh                                                            |
| ------------------------------------------ | ------- | -------- | --------------------------------------------- | ------------------- | -------------------- | ------------------------------------------------------------------- |
| Cubos término municipal và rollo heráldico | Di tích | Selaya   | 43°12′57″B 3°48′24″T / 43,215936°B 3,806702°T | RI-51-0010786       | 03-04-2002           | Cubos y rollo heráldico · Upload image                              |
| Cubos término municipal và rollo heráldico | Di tích | Selaya   | 43°12′47″B 3°48′23″T / 43,213062°B 3,806401°T | RI-51-0010832       | 03-04-2002           | Rollo Heráldico de la calle Campera · Upload image                  |
| Cubos término municipal và rollo heráldico | Di tích | Selaya   | 43°12′44″B 3°48′22″T / 43,212308°B 3,806163°T | RI-51-0010828       | 03-04-2002           | Cubos de la calle Soledad · Upload image                            |
| Cubos término municipal và rollo heráldico | Di tích | Selaya   | 43°13′04″B 3°48′26″T / 43,217699°B 3,807222°T | RI-51-0010831       | 03-04-2002           | Cubo de la calle del Campo · Upload image                           |
| Cubos término municipal và rollo heráldico | Di tích | Selaya   | 43°12′50″B 3°48′23″T / 43,213826°B 3,806256°T | RI-51-0010830       | 03-04-2002           | Cuatro cubos del cerramiento de la Casona de Linares · Upload image |
| Cubos término municipal và rollo heráldico | Di tích | Selaya   | 43°12′48″B 3°48′15″T / 43,213224°B 3,804223°T | RI-51-0010829       | 03-04-2002           | Cubo de la calle Fraternidad · Upload image                         |

#### Soba, Cantabria
| Tên           | Dạng         | Địa điểm                 | Tọa độ                                        | Số hồ sơ tham khảo? | Ngày nhận danh hiệu? | Hình ảnh     |
| ------------- | ------------ | ------------------------ | --------------------------------------------- | ------------------- | -------------------- | ------------ |
| Tháp Quintana | Di tích Tháp | Soba, Cantabria Quintana | 43°10′58″B 3°33′47″T / 43,182751°B 3,563111°T | RI-51-0007166       | 04-02-1992           | Upload image |

#### Suances
| Tên                   | Dạng        | Địa điểm         | Tọa độ | Số hồ sơ tham khảo? | Ngày nhận danh hiệu? | Hình ảnh     |
| --------------------- | ----------- | ---------------- | ------ | ------------------- | -------------------- | ------------ |
| Hang Brujas (Suances) | Khu khảo cổ | Suances La Gerra |        | RI-55-0000571       | 24-06-1997           | Upload image |

### T

#### Tudanca (Cantabria)
| Tên                 | Dạng                 | Địa điểm            | Tọa độ                                       | Số hồ sơ tham khảo? | Ngày nhận danh hiệu? | Hình ảnh                                               |
| ------------------- | -------------------- | ------------------- | -------------------------------------------- | ------------------- | -------------------- | ------------------------------------------------------ |
| Tudanca (Cantabria) | Khu phức hợp lịch sử | Tudanca (Cantabria) | 43°09′08″B 4°22′23″T / 43,152115°B 4,37315°T | RI-53-0000281       | 22-12-1982           | Conjunto Histórico Artístico de Tudanca · Upload image |

### V

#### Val de San Vicente
| Tên             | Dạng          | Địa điểm                       | Tọa độ                                        | Số hồ sơ tham khảo? | Ngày nhận danh hiệu? | Hình ảnh                        |
| --------------- | ------------- | ------------------------------ | --------------------------------------------- | ------------------- | -------------------- | ------------------------------- |
| Tháp Estrada    | Di tích Tháp  | Val de San Vicente Estrada     | 43°21′30″B 4°26′45″T / 43,358453°B 4,445826°T | RI-51-0007167       | 04-02-1992           | Torre de Estrada · Upload image |
| Hang Salín      | Di tích Cueva | Val de San Vicente Muñorrodero |                                               | RI-51-0010517       | 22-03-2000           | Upload image                    |
| Castro Castillo | Khu khảo cổ   | Val de San Vicente Prellezo    | 43°23′46″B 4°26′17″T / 43,396067°B 4,438028°T | RI-55-0000758       | 29-04-2004           | Upload image                    |

#### Valdaliga
| Tên                  | Dạng        | Địa điểm       | Tọa độ                                      | Số hồ sơ tham khảo? | Ngày nhận danh hiệu? | Hình ảnh                                    |
| -------------------- | ----------- | -------------- | ------------------------------------------- | ------------------- | -------------------- | ------------------------------------------- |
| Nhà Tháp (Valdaliga) | Di tích Nhà | Valdaliga Roiz | 43°19′33″B 4°21′05″T / 43,32595°B 4,35131°T | RI-51-0005040       | 20-12-1984           | Casa de la Torre (Valdaliga) · Upload image |

#### Valdeolea
| Tên                                                     | Dạng                 | Địa điểm                                      | Tọa độ                                        | Số hồ sơ tham khảo? | Ngày nhận danh hiệu? | Hình ảnh                                                                            |
| ------------------------------------------------------- | -------------------- | --------------------------------------------- | --------------------------------------------- | ------------------- | -------------------- | ----------------------------------------------------------------------------------- |
| Nhà hoang San Miguel (Olea)                             | Di tích Nơi hẻo lánh | Valdeolea Olea                                | 42°56′14″B 4°10′34″T / 42,937292°B 4,175987°T | RI-51-0004349       | 04-04-1979           | Upload image                                                                        |
| Nhà thờ San Martín (San Martín Hoyos)                   | Di tích Nhà thờ      | Valdeolea San Martín de Hoyos                 | 42°55′54″B 4°09′15″T / 42,931636°B 4,154044°T | RI-51-0004749       | 12-11-1982           | Upload image                                                                        |
| Tháp medieval San Martín Hoyos                          | Di tích Tháp         | Valdeolea San Martín de Hoyos                 | 42°55′47″B 4°09′24″T / 42,929853°B 4,156718°T | RI-51-0011109       | 06-05-2004           | Upload image                                                                        |
| Nhà thờ Santa María Real (Las Henestrosas Quintanillas) | Di tích Nhà thờ      | Valdeolea Las Henestrosas de las Quintanillas | 42°52′20″B 4°11′42″T / 42,872127°B 4,195114°T | RI-51-0004554       | 29-12-1981           | Iglesia de Santa María la Real (Las Henestrosas de las Quintanillas) · Upload image |
| Nhà thờ Santa Eulalia (Loma)                            | Di tích Nhà thờ      | Valdeolea La Loma                             | 42°56′05″B 4°12′08″T / 42,934605°B 4,202281°T | RI-51-0005323       | 26-04-1993           | Upload image                                                                        |
| Nhà thờ San Juan Bautista (Mata Hoz)                    | Di tích Nhà thờ      | Valdeolea Mata de Hoz                         | 42°56′01″B 4°13′10″T / 42,933661°B 4,219489°T | RI-51-0005339       | 30-06-1993           | Upload image                                                                        |

#### Valderredible
| Tên                                   | Dạng            | Địa điểm                               | Tọa độ                                        | Số hồ sơ tham khảo? | Ngày nhận danh hiệu? | Hình ảnh                                                      |
| ------------------------------------- | --------------- | -------------------------------------- | --------------------------------------------- | ------------------- | -------------------- | ------------------------------------------------------------- |
| Nhà thờ Arroyuelos                    | Di tích Nhà thờ | Valderredible Arroyuelos               | 42°50′31″B 3°51′38″T / 42,841973°B 3,860657°T | RI-51-0011062       | 18-12-2003           | Iglesia Rupestre de Arroyuelos · Upload image                 |
| Nhà thờ Rupestre Santa María Valverde | Di tích Nhà thờ | Valderredible Santa María de Valverde  | 42°47′36″B 4°08′25″T / 42,793275°B 4,140376°T | RI-51-0005061       | 14-03-1985           | Iglesia Rupestre de Santa María de Valverde · Upload image    |
| Colegiata San Martín Elines           | Di tích Đại học | Valderredible San Martín de Elines     | 42°49′44″B 3°52′09″T / 42,828968°B 3,869205°T | RI-51-0000857       | 03-06-1931           | Colegiata de San Martín de Elines · Upload image              |
| Nhà thờ Rupestre Campo Ebro           | Di tích Nhà thờ | Valderredible Campo de Ebro            | 42°47′46″B 3°57′58″T / 42,79615°B 3,966011°T  | RI-51-0005060       | 14-03-1985           | Iglesia Rupestre de Campo de Ebro · Upload image              |
| Nhà thờ rupestre Cadalso              | Di tích Nhà thờ | Valderredible Cadalso                  | 42°50′03″B 3°53′11″T / 42,834098°B 3,886371°T | RI-51-0004907       | 29-06-1983           | Iglesia rupestre de Cadalso · Upload image                    |
| Tháp Cadalso                          | Di tích Tháp    | Valderredible Cadalso (Cantabria)      | 42°49′59″B 3°53′07″T / 42,833091°B 3,885341°T | RI-51-0007168       | 04-02-1992           | Torre de Cadalso · Upload image                               |
| Nhà trú tạm Cubular                   | Khu khảo cổ     | Valderredible Ruanales                 |                                               | RI-55-0000849       | 26-01-2006           | Upload image                                                  |
| Zona arqueológica Santa María Hito    | Khu khảo cổ     | Valderredible Santa María de Hito      | 42°50′41″B 3°52′31″T / 42,844703°B 3,875393°T | RI-55-0000749       | 18-12-2003           | Yacimiento arqueológico de Santa María de Hito · Upload image |
| Nhà thờ San Martín Valdelomar         | Di tích Nhà thờ | Valderredible San Martín de Valdelomar | 42°47′47″B 4°08′48″T / 42,796322°B 4,146641°T | RI-51-0005322       | 30-06-1993           | Upload image                                                  |
| Tháp Ruerrero                         | Di tích Tháp    | Valderredible Ruerrero                 | 42°50′00″B 3°54′23″T / 42,833453°B 3,906401°T | RI-51-0007169       | 04-02-1992           | Torre de Ruerrero · Upload image                              |

#### Villacarriedo
| Tên               | Dạng              | Địa điểm      | Tọa độ                                       | Số hồ sơ tham khảo? | Ngày nhận danh hiệu? | Hình ảnh                          |
| ----------------- | ----------------- | ------------- | -------------------------------------------- | ------------------- | -------------------- | --------------------------------- |
| Cung điện Soñanes | Di tích Cung điện | Villacarriedo | 43°13′52″B 3°48′18″T / 43,23104°B 3,805073°T | RI-51-0004518       | 18-09-1981           | Palacio de Soñanes · Upload image |

#### Villaescusa (Cantabria)
| Tên               | Dạng    | Địa điểm                          | Tọa độ                                        | Số hồ sơ tham khảo? | Ngày nhận danh hiệu? | Hình ảnh                            |
| ----------------- | ------- | --------------------------------- | --------------------------------------------- | ------------------- | -------------------- | ----------------------------------- |
| Finca Riosequillo | Di tích | Villaescusa (Cantabria) La Concha | 43°22′08″B 3°51′15″T / 43,368854°B 3,854141°T | RI-51-0005044       | 21-12-1984           | Finca de Riosequillo · Upload image |

#### Villafufre
| Tên                        | Dạng    | Địa điểm                      | Tọa độ                                        | Số hồ sơ tham khảo? | Ngày nhận danh hiệu? | Hình ảnh                       |
| -------------------------- | ------- | ----------------------------- | --------------------------------------------- | ------------------- | -------------------- | ------------------------------ |
| Rollo heráldico Villafufre | Di tích | Villafufre Vega de Villafufre | 43°15′29″B 3°50′57″T / 43,257997°B 3,849161°T | RI-51-0010785       | 03-04-2002           | Rollo Heráldico · Upload image |

#### Voto
| Tên       | Dạng          | Địa điểm                | Tọa độ                                        | Số hồ sơ tham khảo? | Ngày nhận danh hiệu? | Hình ảnh     |
| --------- | ------------- | ----------------------- | --------------------------------------------- | ------------------- | -------------------- | ------------ |
| Cobrantes | Di tích Cueva | Voto San Miguel de Aras | 43°19′10″B 3°31′43″T / 43,319573°B 3,528661°T | RI-51-0005062       | 14-03-1985           | Upload image |